# Raúl Jiménez
Raúl Alonso Jiménez Rodríguez, noto semplicemente come Raúl Jiménez (Tepeji del Río de Ocampo, 5 maggio 1991), è un calciatore messicano, attaccante del Fulham e della nazionale messicana.

## Carriera

### Club

#### Club América
Dopo aver fatto la trafila nelle giovanili del Club América, esordisce in prima squadra nel 2011, all'età di vent'anni, nella partita pareggiata per 1-1 contro il Monarcas Morelia. In poco più di tre anni con l'América raccoglie globalmente 100 presenze e 36 gol.

#### Atlético Madrid
Il 14 agosto 2014 si trasferisce agli spagnoli dell'Atlético Madrid per dieci milioni di euro vincendo la Supercoppa di Spagna 2014. Nella sua prima ed unica stagione con i Colchoneros disputa 21 partite tra campionato e coppe, segnando un solo gol.

#### Benfica
Il 14 agosto 2015 passa in prestito ai portoghesi del Benfica. Il 20 luglio 2016 viene riscattato per 30 milioni di euro, che lo rendono il calciatore messicano più costoso di sempre. Con il club lusitano gioca 120 partite segnando 31 gol.

#### Wolverhampton
Il 12 giugno 2018 viene ufficializzato il passaggio di Jiménez in prestito agli inglesi del Wolverhampton. Esordisce con il nuovo club, l'11 agosto seguente, nel match di Premier League pareggiato in casa contro l'Everton, siglando il gol del definitivo 2-2 su assist di Rúben Neves. Il 29 gennaio 2019, realizza la sua prima doppietta in Premier, nella vittoria interna per 3-0 contro il West Ham. Il 4 aprile dello stesso anno viene ufficializzato il passaggio a titolo definitivo ai Wolves. L'11 agosto 2020, nei quarti di finale di Europa League contro gli spagnoli del Siviglia, sbaglia un rigore (il primo dopo 21 segnati consecutivi) e condanna i Wolves all'eliminazione, visto che la partita finirà 1-0 per il Siviglia.

#### Fulham
Il 24 luglio 2023 viene acquistato dal Fulham.

### Nazionale
Nel 2012 a Londra vince le Olimpiadi ai danni del Brasile. Il 30 gennaio 2013 fa il suo esordio con la nazionale messicana, in occasione dell'amichevole disputata contro la Danimarca (1-1), sostituendo Aldo de Nigris al 70º minuto di gioco. Successivamente viene convocato per la Copa América 2016 e per i Mondiali 2018.. Vince la Gold Cup 2019 contro gli Stati Uniti.
Convocato per i Mondiali 2022, raggiunge quota 100 presenze in occasione della sconfitta per 2-0 ai gironi contro l'Argentina.

## Statistiche

### Presenze e reti nei club
Statistiche aggiornate al 26 maggio 2025.
| Stagione             | Squadra              | Campionato           | Campionato | Campionato | Coppe nazionali | Coppe nazionali | Coppe nazionali | Coppe continentali | Coppe continentali | Coppe continentali | Altre coppe | Altre coppe | Altre coppe | Totale | Totale |
| Stagione             | Squadra              | Comp                 | Pres       | Reti       | Comp            | Pres            | Reti            | Comp               | Pres               | Reti               | Comp        | Pres        | Reti        | Pres   | Reti   |
| -------------------- | -------------------- | -------------------- | ---------- | ---------- | --------------- | --------------- | --------------- | ------------------ | ------------------ | ------------------ | ----------- | ----------- | ----------- | ------ | ------ |
| 2011-2012            | América              | PD                   | 15+3       | 2          | CM              | 0               | 0               | -                  | -                  | -                  | -           | -           | -           | 18     | 2      |
| 2012-2013            | América              | PD                   | 29+10      | 11+3       | CM              | 2               | 0               | -                  | -                  | -                  | -           | -           | -           | 41     | 14     |
| 2013-2014            | América              | PD                   | 27+8       | 12+4       | CM              | 0               | 0               | CL                 | 2                  | 0                  | -           | -           | -           | 37     | 16     |
| ago. 2014            | América              | PD                   | 4          | 4          | CM              | 0               | 0               | -                  | -                  | -                  | -           | -           | -           | 4      | 4      |
| Totale América       | Totale América       | Totale América       | 75+21      | 29+7       |                 | 2               | 0               |                    | 2                  | 0                  |             | -           | -           | 100    | 36     |
| ago. 2014-2015       | Atlético Madrid      | PD                   | 21         | 1          | CR              | 4               | 0               | UCL                | 1                  | 0                  | SS          | 2           | 0           | 28     | 1      |
| 2015-2016            | Benfica              | PL                   | 28         | 5          | CP+CdL          | 2+5             | 0+4             | UCL                | 10                 | 3                  | SP          | 0           | 0           | 45     | 12     |
| 2016-2017            | Benfica              | PL                   | 19         | 7          | CP+CdL          | 4+2             | 3+0             | UCL                | 6                  | 1                  | SP          | 1           | 0           | 32     | 11     |
| 2017-2018            | Benfica              | PL                   | 33         | 6          | CP+CdL          | 2+2             | 0+1             | UCL                | 5                  | 0                  | SP          | 1           | 1           | 43     | 8      |
| Totale Benfica       | Totale Benfica       | Totale Benfica       | 80         | 18         |                 | 17              | 8               |                    | 21                 | 4                  |             | 2           | 1           | 120    | 31     |
| 2018-2019            | Wolverhampton        | PL                   | 38         | 13         | FACup+CdL       | 6+0             | 4               | -                  | -                  | -                  | -           | -           | -           | 44     | 17     |
| 2019-2020            | Wolverhampton        | PL                   | 38         | 17         | FACup+CdL       | 2+0             | 0               | UEL                | 15                 | 10                 | -           | -           | -           | 54     | 27     |
| 2020-2021            | Wolverhampton        | PL                   | 10         | 4          | FACup+CdL       | 1+0             | 0               | -                  | -                  | -                  | -           | -           | -           | 11     | 4      |
| 2021-2022            | Wolverhampton        | PL                   | 34         | 6          | FACup+CdL       | 2+0             | 0               | -                  | -                  | -                  | -           | -           | -           | 36     | 6      |
| 2022-2023            | Wolverhampton        | PL                   | 15         | 0          | FACup+CdL       | 2+3             | 0+3             | -                  | -                  | -                  | -           | -           | -           | 20     | 3      |
| Totale Wolverhampton | Totale Wolverhampton | Totale Wolverhampton | 135        | 40         |                 | 15              | 7               |                    | 15                 | 10                 |             | -           | -           | 165    | 57     |
| 2023-2024            | Fulham               | PL                   | 24         | 7          | FACup+CdL       | 1+4             | 0+0             | -                  | -                  | -                  | -           | -           | -           | 29     | 7      |
| 2024-2025            | Fulham               | PL                   | 38         | 12         | FACup+CdL       | 3+2             | 1+1             | -                  | -                  | -                  | -           | -           | -           | 43     | 14     |
| Totale Fulham        | Totale Fulham        | Totale Fulham        | 62         | 19         |                 | 10              | 2               |                    | -                  | -                  |             | -           | -           | 72     | 21     |
| Totale carriera      | Totale carriera      | Totale carriera      | 394        | 114        |                 | 48              | 17              |                    | 39                 | 14                 |             | 4           | 1           | 485    | 146    |

### Cronologia presenze e reti in nazionale
| Cronologia completa delle presenze e delle reti in nazionale ― Messico | Cronologia completa delle presenze e delle reti in nazionale ― Messico | Cronologia completa delle presenze e delle reti in nazionale ― Messico | Cronologia completa delle presenze e delle reti in nazionale ― Messico | Cronologia completa delle presenze e delle reti in nazionale ― Messico | Cronologia completa delle presenze e delle reti in nazionale ― Messico | Cronologia completa delle presenze e delle reti in nazionale ― Messico | Cronologia completa delle presenze e delle reti in nazionale ― Messico |
| Data                                                                   | Città                                                                  | In casa                                                                | Risultato                                                              | Ospiti                                                                 | Competizione                                                           | Reti                                                                   | Note                                                                   |
| ---------------------------------------------------------------------- | ---------------------------------------------------------------------- | ---------------------------------------------------------------------- | ---------------------------------------------------------------------- | ---------------------------------------------------------------------- | ---------------------------------------------------------------------- | ---------------------------------------------------------------------- | ---------------------------------------------------------------------- |
| 30-1-2013                                                              | Phoenix                                                                | Messico                                                                | 1 – 1                                                                  | Danimarca                                                              | Amichevole                                                             | -                                                                      | 69’                                                                    |
| 22-3-2013                                                              | San Pedro Sula                                                         | Honduras                                                               | 2 – 2                                                                  | Messico                                                                | Qual. Mondiali 2014                                                    | -                                                                      | 76’                                                                    |
| 17-4-2013                                                              | San Francisco                                                          | Messico                                                                | 0 – 0                                                                  | Perù                                                                   | Amichevole                                                             | -                                                                      |                                                                        |
| 31-5-2013                                                              | Houston                                                                | Messico                                                                | 2 – 2                                                                  | Nigeria                                                                | Amichevole                                                             | -                                                                      | 73’                                                                    |
| 4-6-2013                                                               | Kingston                                                               | Giamaica                                                               | 0 – 1                                                                  | Messico                                                                | Qual. Mondiali 2014                                                    | -                                                                      | 85’                                                                    |
| 11-6-2013                                                              | Città del Messico                                                      | Messico                                                                | 0 – 0                                                                  | Costa Rica                                                             | Qual. Mondiali 2014                                                    | -                                                                      | 54’                                                                    |
| 16-6-2013                                                              | Rio de Janeiro                                                         | Messico                                                                | 1 – 2                                                                  | Italia                                                                 | Conf. Cup 2013 - 1º turno                                              | -                                                                      | 86’                                                                    |
| 19-6-2013                                                              | Fortaleza                                                              | Brasile                                                                | 2 – 0                                                                  | Messico                                                                | Conf. Cup 2013 - 1º turno                                              | -                                                                      | 88’                                                                    |
| 22-6-2013                                                              | Belo Horizonte                                                         | Giappone                                                               | 1 – 2                                                                  | Messico                                                                | Conf. Cup 2013 - 1º turno                                              | -                                                                      |                                                                        |
| 7-7-2013                                                               | Pasadena                                                               | Messico                                                                | 1 – 2                                                                  | Panama                                                                 | Gold Cup 2013 - 1º turno                                               | -                                                                      |                                                                        |
| 11-7-2013                                                              | Seattle                                                                | Messico                                                                | 2 – 0                                                                  | Canada                                                                 | Gold Cup 2013 - 1º turno                                               | 1                                                                      |                                                                        |
| 14-7-2013                                                              | Denver                                                                 | Martinica                                                              | 1 – 3                                                                  | Messico                                                                | Gold Cup 2013 - 1º turno                                               | -                                                                      |                                                                        |
| 20-7-2013                                                              | Atlanta                                                                | Messico                                                                | 1 – 0                                                                  | Trinidad e Tobago                                                      | Gold Cup 2013 - Quarti di finale                                       | 1                                                                      |                                                                        |
| 24-7-2013                                                              | Arlington                                                              | Panama                                                                 | 2 – 1                                                                  | Messico                                                                | Gold Cup 2013 - Semifinale                                             | -                                                                      |                                                                        |
| 14-8-2013                                                              | East Rutherford                                                        | Messico                                                                | 4 – 1                                                                  | Costa d'Avorio                                                         | Amichevole                                                             | -                                                                      | 67’                                                                    |
| 11-10-2013                                                             | Città del Messico                                                      | Messico                                                                | 2 – 1                                                                  | Panama                                                                 | Qual. Mondiali 2014                                                    | 1                                                                      | 83’                                                                    |
| 15-10-2013                                                             | San José                                                               | Costa Rica                                                             | 2 – 1                                                                  | Messico                                                                | Qual. Mondiali 2014                                                    | -                                                                      | 60’                                                                    |
| 30-10-2013                                                             | San Diego                                                              | Messico                                                                | 4 – 2                                                                  | Finlandia                                                              | Amichevole                                                             | -                                                                      | 46’                                                                    |
| 13-11-2013                                                             | Città del Messico                                                      | Messico                                                                | 5 – 1                                                                  | Nuova Zelanda                                                          | Qual. Mondiali 2014                                                    | 1                                                                      |                                                                        |
| 19-11-2013                                                             | Wellington                                                             | Nuova Zelanda                                                          | 2 – 4                                                                  | Messico                                                                | Qual. Mondiali 2014                                                    | -                                                                      | 68’                                                                    |
| 5-3-2014                                                               | Atlanta                                                                | Messico                                                                | 0 – 0                                                                  | Nigeria                                                                | Amichevole                                                             | -                                                                      | 70’                                                                    |
| 2-4-2014                                                               | Glendale                                                               | Stati Uniti                                                            | 2 – 2                                                                  | Messico                                                                | Amichevole                                                             | -                                                                      | 46’                                                                    |
| 28-5-2014                                                              | Città del Messico                                                      | Messico                                                                | 3 – 0                                                                  | Israele                                                                | Amichevole                                                             | -                                                                      | 39’                                                                    |
| 31-5-2014                                                              | Arlington                                                              | Messico                                                                | 3 – 1                                                                  | Ecuador                                                                | Amichevole                                                             | -                                                                      | 80’                                                                    |
| 3-6-2014                                                               | Chicago                                                                | Messico                                                                | 0 – 1                                                                  | Bosnia ed Erzegovina                                                   | Amichevole                                                             | -                                                                      | 58’                                                                    |
| 17-6-2014                                                              | Fortaleza                                                              | Brasile                                                                | 0 – 0                                                                  | Messico                                                                | Mondiali 2014 - 1º turno                                               | -                                                                      | 84’                                                                    |
| 12-11-2014                                                             | Amsterdam                                                              | Paesi Bassi                                                            | 2 – 3                                                                  | Messico                                                                | Amichevole                                                             | -                                                                      | 76’                                                                    |
| 18-11-2014                                                             | Barysaŭ                                                                | Bielorussia                                                            | 3 – 2                                                                  | Messico                                                                | Amichevole                                                             | 2                                                                      |                                                                        |
| 28-3-2015                                                              | Los Angeles                                                            | Messico                                                                | 1 – 0                                                                  | Ecuador                                                                | Amichevole                                                             | -                                                                      | 76’                                                                    |
| 31-3-2015                                                              | Kansas City                                                            | Messico                                                                | 1 – 0                                                                  | Paraguay                                                               | Amichevole                                                             | -                                                                      | 58’                                                                    |
| 30-5-2015                                                              | Tuxtla Gutiérrez                                                       | Messico                                                                | 3 – 0                                                                  | Guatemala                                                              | Amichevole                                                             | -                                                                      | 67’                                                                    |
| 3-6-2015                                                               | Lima                                                                   | Perù                                                                   | 1 – 1                                                                  | Messico                                                                | Amichevole                                                             | -                                                                      | 36’ 87’                                                                |
| 7-6-2015                                                               | San Paolo                                                              | Brasile                                                                | 2 – 0                                                                  | Messico                                                                | Amichevole                                                             | -                                                                      | 65’                                                                    |
| 12-6-2015                                                              | Viña del Mar                                                           | Messico                                                                | 0 – 0                                                                  | Bolivia                                                                | Coppa America 2015 - 1º turno                                          | -                                                                      | 61’                                                                    |
| 15-6-2015                                                              | Santiago del Cile                                                      | Cile                                                                   | 3 – 3                                                                  | Messico                                                                | Coppa America 2015 - 1º turno                                          | 1                                                                      |                                                                        |
| 19-6-2015                                                              | Rancagua                                                               | Messico                                                                | 1 – 2                                                                  | Ecuador                                                                | Coppa America 2015 - 1º turno                                          | 1                                                                      |                                                                        |
| 4-9-2015                                                               | Sandy                                                                  | Messico                                                                | 3 – 3                                                                  | Trinidad e Tobago                                                      | Amichevole                                                             | 1                                                                      | 54’                                                                    |
| 8-9-2015                                                               | Dallas                                                                 | Messico                                                                | 2 – 2                                                                  | Argentina                                                              | Amichevole                                                             | -                                                                      |                                                                        |
| 10-10-2015                                                             | Pasadena                                                               | Stati Uniti                                                            | 2 – 3                                                                  | Messico                                                                | Amichevole                                                             | -                                                                      |                                                                        |
| 13-10-2015                                                             | Toluca de Lerdo                                                        | Messico                                                                | 1 – 0                                                                  | Panama                                                                 | Amichevole                                                             | -                                                                      | 61’                                                                    |
| 13-11-2015                                                             | Città del Messico                                                      | Messico                                                                | 3 – 0                                                                  | El Salvador                                                            | Qual. Mondiali 2018                                                    | -                                                                      | 67’                                                                    |
| 17-11-2015                                                             | San Pedro Sula                                                         | Honduras                                                               | 0 – 2                                                                  | Messico                                                                | Qual. Mondiali 2018                                                    | -                                                                      | 78’                                                                    |
| 29-3-2016                                                              | Città del Messico                                                      | Messico                                                                | 2 – 0                                                                  | Canada                                                                 | Qual. Mondiali 2018                                                    | -                                                                      | 66’                                                                    |
| 1-6-2016                                                               | San Diego                                                              | Messico                                                                | 1 – 0                                                                  | Cile                                                                   | Amichevole                                                             | -                                                                      | 77’                                                                    |
| 5-6-2016                                                               | Glendale                                                               | Messico                                                                | 3 – 1                                                                  | Uruguay                                                                | Coppa America Centenario - 1º turno                                    | -                                                                      | 83’ 90+3’                                                              |
| 9-6-2016                                                               | Pasadena                                                               | Messico                                                                | 2 – 0                                                                  | Giamaica                                                               | Coppa America Centenario - 1º turno                                    | -                                                                      |                                                                        |
| 18-6-2016                                                              | Santa Clara                                                            | Messico                                                                | 0 – 7                                                                  | Cile                                                                   | Coppa America Centenario - Quarti di finale                            | -                                                                      | 46’                                                                    |
| 2-9-2016                                                               | San Salvador                                                           | El Salvador                                                            | 1 – 3                                                                  | Messico                                                                | Qual. Mondiali 2018                                                    | 1                                                                      |                                                                        |
| 15-11-2016                                                             | Panama                                                                 | Panama                                                                 | 0 – 0                                                                  | Messico                                                                | Qual. Mondiali 2018                                                    | -                                                                      |                                                                        |
| 24-3-2017                                                              | Città del Messico                                                      | Messico                                                                | 2 – 0                                                                  | Costa Rica                                                             | Qual. Mondiali 2018                                                    | -                                                                      | 66’                                                                    |
| 28-3-2017                                                              | Port of Spain                                                          | Trinidad e Tobago                                                      | 0 – 1                                                                  | Messico                                                                | Qual. Mondiali 2018                                                    | -                                                                      | 57’                                                                    |
| 1-6-2017                                                               | East Rutherford                                                        | Irlanda                                                                | 1 – 3                                                                  | Messico                                                                | Amichevole                                                             | 1                                                                      |                                                                        |
| 8-6-2017                                                               | Città del Messico                                                      | Messico                                                                | 3 – 0                                                                  | Honduras                                                               | Qual. Mondiali 2018                                                    | 1                                                                      |                                                                        |
| 18-6-2017                                                              | Kazan'                                                                 | Portogallo                                                             | 2 – 2                                                                  | Messico                                                                | Conf. Cup 2017 - 1º turno                                              | -                                                                      | 79’                                                                    |
| 21-6-2017                                                              | Soči                                                                   | Messico                                                                | 2 – 1                                                                  | Nuova Zelanda                                                          | Conf. Cup 2017 - 1º turno                                              | 1                                                                      |                                                                        |
| 29-6-2017                                                              | Soči                                                                   | Germania                                                               | 4 – 1                                                                  | Messico                                                                | Conf. Cup 2017 - Semifinale                                            | -                                                                      | 55’                                                                    |
| 2-7-2017                                                               | Mosca                                                                  | Portogallo                                                             | 2 – 1 dts                                                              | Messico                                                                | Conf. Cup 2017 - Finale 3º posto                                       | -                                                                      | 85’ 94’, 112’                                                          |
| 6-9-2017                                                               | San José                                                               | Costa Rica                                                             | 1 – 1                                                                  | Messico                                                                | Qual. Mondiali 2018                                                    | -                                                                      | 79’                                                                    |
| 10-10-2017                                                             | San Pedro Sula                                                         | Honduras                                                               | 3 – 2                                                                  | Messico                                                                | Qual. Mondiali 2018                                                    | -                                                                      |                                                                        |
| 10-11-2017                                                             | Bruxelles                                                              | Belgio                                                                 | 3 – 3                                                                  | Messico                                                                | Amichevole                                                             | -                                                                      | 51’                                                                    |
| 13-11-2017                                                             | Danzica                                                                | Polonia                                                                | 0 – 1                                                                  | Messico                                                                | Amichevole                                                             | 1                                                                      | 46’                                                                    |
| 24-3-2018                                                              | Santa Clara                                                            | Messico                                                                | 3 – 0                                                                  | Islanda                                                                | Amichevole                                                             | -                                                                      | 46’                                                                    |
| 28-3-2018                                                              | Arlington                                                              | Messico                                                                | 0 – 1                                                                  | Croazia                                                                | Amichevole                                                             | -                                                                      | 61’                                                                    |
| 3-6-2018                                                               | Città del Messico                                                      | Messico                                                                | 1 – 0                                                                  | Scozia                                                                 | Amichevole                                                             | -                                                                      | 57’                                                                    |
| 17-6-2018                                                              | Mosca                                                                  | Germania                                                               | 0 – 1                                                                  | Messico                                                                | Mondiali 2018 - 1º turno                                               | -                                                                      | 66’                                                                    |
| 2-7-2018                                                               | Samara                                                                 | Brasile                                                                | 2 – 0                                                                  | Messico                                                                | Mondiali 2018 - Ottavi di finale                                       | -                                                                      | 60’                                                                    |
| 7-9-2018                                                               | Los Angeles                                                            | Messico                                                                | 1 – 4                                                                  | Uruguay                                                                | Amichevole                                                             | 1                                                                      |                                                                        |
| 11-10-2018                                                             | San Nicolás de los Garza                                               | Messico                                                                | 3 – 2                                                                  | Costa Rica                                                             | Amichevole                                                             | 1                                                                      | 61’                                                                    |
| 16-10-2018                                                             | Santiago de Querétaro                                                  | Messico                                                                | 0 – 1                                                                  | Cile                                                                   | Amichevole                                                             | -                                                                      |                                                                        |
| 16-11-2018                                                             | Córdoba                                                                | Argentina                                                              | 2 – 0                                                                  | Messico                                                                | Amichevole                                                             | -                                                                      |                                                                        |
| 22-3-2019                                                              | San Diego                                                              | Messico                                                                | 3 – 1                                                                  | Cile                                                                   | Amichevole                                                             | 1                                                                      | 75’                                                                    |
| 5-6-2019                                                               | Atlanta                                                                | Messico                                                                | 3 – 1                                                                  | Venezuela                                                              | Amichevole                                                             | -                                                                      | 82’                                                                    |
| 9-6-2019                                                               | Santa Clara                                                            | Messico                                                                | 3 – 2                                                                  | Ecuador                                                                | Amichevole                                                             | -                                                                      | 61’                                                                    |
| 15-6-2019                                                              | Pasadena                                                               | Messico                                                                | 7 – 0                                                                  | Cuba                                                                   | Gold Cup 2019 - 1º turno                                               | 2                                                                      | 72’                                                                    |
| 19-6-2019                                                              | Denver                                                                 | Messico                                                                | 3 – 1                                                                  | Canada                                                                 | Gold Cup 2019 - 1º turno                                               | -                                                                      |                                                                        |
| 23-6-2019                                                              | Charlotte                                                              | Martinica                                                              | 2 – 3                                                                  | Messico                                                                | Gold Cup 2019 - 1º turno                                               | 1                                                                      | 77’                                                                    |
| 29-6-2019                                                              | Houston                                                                | Messico                                                                | 1 – 1 dts (5 - 4 dtr)                                                  | Costa Rica                                                             | Gold Cup 2019 - Quarti di finale                                       | 1                                                                      |                                                                        |
| 2-7-2019                                                               | Glendale                                                               | Haiti                                                                  | 0 – 1 dts                                                              | Messico                                                                | Gold Cup 2019 - Semifinale                                             | 1                                                                      |                                                                        |
| 7-7-2019                                                               | Chicago                                                                | Messico                                                                | 1 – 0                                                                  | Stati Uniti                                                            | Gold Cup 2019 - Finale                                                 | -                                                                      |                                                                        |
| 10-9-2019                                                              | San Antonio                                                            | Argentina                                                              | 4 – 0                                                                  | Messico                                                                | Amichevole                                                             | -                                                                      |                                                                        |
| 15-11-2019                                                             | Panama                                                                 | Panama                                                                 | 0 – 3                                                                  | Messico                                                                | CONCACAF Nations League 2019-2020 - 2º turno                           | 2                                                                      | 37’ 87’                                                                |
| 19-11-2019                                                             | Toluca                                                                 | Messico                                                                | 2 – 1                                                                  | Bermuda                                                                | CONCACAF Nations League 2019-2020 - 2º turno                           | -                                                                      | 71’                                                                    |
| 7-10-2020                                                              | Amsterdam                                                              | Paesi Bassi                                                            | 0 – 1                                                                  | Messico                                                                | Amichevole                                                             | 1                                                                      | 77’                                                                    |
| 13-10-2020                                                             | L'Aia                                                                  | Algeria                                                                | 2 – 2                                                                  | Messico                                                                | Amichevole                                                             | -                                                                      |                                                                        |
| 14-11-2020                                                             | Wiener Neustadt                                                        | Corea del Sud                                                          | 2 – 3                                                                  | Messico                                                                | Amichevole                                                             | 1                                                                      |                                                                        |
| 17-11-2020                                                             | Graz                                                                   | Giappone                                                               | 0 – 2                                                                  | Messico                                                                | Amichevole                                                             | 1                                                                      | 64’                                                                    |
| 7-10-2021                                                              | Città del Messico                                                      | Messico                                                                | 1 – 1                                                                  | Canada                                                                 | Qual. Mondiali 2022                                                    | -                                                                      |                                                                        |
| 10-10-2021                                                             | Città del Messico                                                      | Messico                                                                | 3 – 0                                                                  | Honduras                                                               | Qual. Mondiali 2022                                                    | -                                                                      | 66’                                                                    |
| 13-10-2021                                                             | San Salvador                                                           | El Salvador                                                            | 0 – 2                                                                  | Messico                                                                | Qual. Mondiali 2022                                                    | 1                                                                      | 63’ 78’                                                                |
| 12-11-2021                                                             | Cincinnati                                                             | Stati Uniti                                                            | 2 – 0                                                                  | Messico                                                                | Qual. Mondiali 2022                                                    | -                                                                      |                                                                        |
| 17-11-2021                                                             | Edmonton                                                               | Canada                                                                 | 2 – 1                                                                  | Messico                                                                | Qual. Mondiali 2022                                                    | -                                                                      |                                                                        |
| 2-2-2022                                                               | Città del Messico                                                      | Messico                                                                | 1 – 0                                                                  | Panama                                                                 | Qual. Mondiali 2022                                                    | 1                                                                      |                                                                        |
| 24-3-2022                                                              | Città del Messico                                                      | Messico                                                                | 0 – 0                                                                  | Stati Uniti                                                            | Qual. Mondiali 2022                                                    | -                                                                      |                                                                        |
| 27-3-2022                                                              | San Pedro Sula                                                         | Honduras                                                               | 0 – 1                                                                  | Messico                                                                | Qual. Mondiali 2022                                                    | -                                                                      | 81’                                                                    |
| 30-3-2022                                                              | Città del Messico                                                      | Messico                                                                | 2 – 0                                                                  | El Salvador                                                            | Qual. Mondiali 2022                                                    | 1                                                                      | 63’                                                                    |
| 3-6-2022                                                               | Glendale                                                               | Messico                                                                | 0 – 3                                                                  | Uruguay                                                                | Amichevole                                                             | -                                                                      |                                                                        |
| 6-6-2022                                                               | Chicago                                                                | Messico                                                                | 0 – 0                                                                  | Ecuador                                                                | Amichevole                                                             | -                                                                      | 89’                                                                    |
| 16-11-2022                                                             | Girona                                                                 | Messico                                                                | 1 – 2                                                                  | Svezia                                                                 | Amichevole                                                             | -                                                                      | 46’                                                                    |
| 22-11-2022                                                             | Doha                                                                   | Messico                                                                | 0 – 0                                                                  | Polonia                                                                | Mondiali 2022 - 1º turno                                               | -                                                                      | 71’                                                                    |
| 26-11-2022                                                             | Lusail                                                                 | Argentina                                                              | 2 – 0                                                                  | Messico                                                                | Mondiali 2022 - 1º turno                                               | -                                                                      | 66’                                                                    |
| 30-11-2022                                                             | Lusail                                                                 | Arabia Saudita                                                         | 1 – 2                                                                  | Messico                                                                | Mondiali 2022 - 1º turno                                               | -                                                                      | 77’                                                                    |
| 26-3-2023                                                              | Città del Messico                                                      | Messico                                                                | 2 – 2                                                                  | Giamaica                                                               | CONCACAF Nations League 2022-2023 - 1º turno                           | -                                                                      | 52’ 75’                                                                |
| 7-6-2023                                                               | Mazatlán                                                               | Messico                                                                | 2 – 0                                                                  | Guatemala                                                              | Amichevole                                                             | 1                                                                      | 72’                                                                    |
| 9-9-2023                                                               | Arlington                                                              | Messico                                                                | 2 – 2                                                                  | Australia                                                              | Amichevole                                                             | 1                                                                      | 60’ 69’                                                                |
| 12-9-2023                                                              | Atlanta                                                                | Uzbekistan                                                             | 3 – 3                                                                  | Messico                                                                | Amichevole                                                             | 2                                                                      |                                                                        |
| 15-10-2023                                                             | Charlotte                                                              | Messico                                                                | 2 – 0                                                                  | Ghana                                                                  | Amichevole                                                             | -                                                                      | 73’                                                                    |
| 17-11-2023                                                             | Tegucigalpa                                                            | Honduras                                                               | 2 – 0                                                                  | Messico                                                                | CONCACAF Nations League 2023-2024 - Quarti di finale                   | -                                                                      | 58’                                                                    |
| 15-10-2024                                                             | Guadalajara                                                            | Messico                                                                | 2 – 0                                                                  | Stati Uniti                                                            | Amichevole                                                             | 1                                                                      | 82’                                                                    |
| 15-11-2024                                                             | San Pedro Sula                                                         | Honduras                                                               | 2 – 0                                                                  | Messico                                                                | CONCACAF Nations League 2024-2025 - Quarti di finale                   | -                                                                      | 77’                                                                    |
| 19-11-2024                                                             | Toluca                                                                 | Messico                                                                | 4 – 0                                                                  | Honduras                                                               | CONCACAF Nations League 2024-2025 - Quarti di finale                   | 1                                                                      | 58’ 89’                                                                |
| 20-3-2025                                                              | Inglewood                                                              | Canada                                                                 | 0 – 2                                                                  | Messico                                                                | CONCACAF Nations League 2024-2025 - Semifinale                         | 2                                                                      |                                                                        |
| 23-3-2025                                                              | Inglewood                                                              | Messico                                                                | 2 – 1                                                                  | Panama                                                                 | CONCACAF Nations League 2024-2025 - Finale                             | 2                                                                      |                                                                        |
| 7-6-2025                                                               | Salt Lake City                                                         | Messico                                                                | 2 – 4                                                                  | Svizzera                                                               | Amichevole                                                             | -                                                                      | 59’                                                                    |
| 10-6-2025                                                              | Chapel Hill                                                            | Messico                                                                | 1 – 0                                                                  | Turchia                                                                | Amichevole                                                             | -                                                                      | 70’                                                                    |
| 14-6-2025                                                              | Inglewood                                                              | Messico                                                                | 3 – 2                                                                  | Rep. Dominicana                                                        | Gold Cup 2025 - 1º turno                                               | 1                                                                      | 82’                                                                    |
| 18-6-2025                                                              | Arlington                                                              | Suriname                                                               | 0 – 2                                                                  | Messico                                                                | Gold Cup 2025 - 1° turno                                               | -                                                                      | 64’                                                                    |
| 22-6-2025                                                              | Paradise                                                               | Messico                                                                | 0 – 0                                                                  | Costa Rica                                                             | Gold Cup 2025 - 1° turno                                               | -                                                                      | 69’                                                                    |
| 28-6-2025                                                              | Glendale                                                               | Messico                                                                | 2 – 0                                                                  | Arabia Saudita                                                         | Gold Cup 2025 - Quarti di finale                                       | -                                                                      | 60’                                                                    |
| 2-7-2025                                                               | Santa Clara                                                            | Messico                                                                | 1 – 0                                                                  | Honduras                                                               | Gold Cup 2025 - Semifinale                                             | 1                                                                      | 90+1’                                                                  |
| 6-7-2025                                                               | Houston                                                                | Stati Uniti                                                            | 1 – 2                                                                  | Messico                                                                | Gold Cup 2025 - Finale                                                 | 1                                                                      | 85’ 86’                                                                |
| Totale                                                                 |                                                                        | Presenze                                                               | 120                                                                    |                                                                        | Reti (3º posto)                                                        | 43                                                                     |                                                                        |

| Cronologia completa delle presenze e delle reti in nazionale ― Messico olimpica | Cronologia completa delle presenze e delle reti in nazionale ― Messico olimpica | Cronologia completa delle presenze e delle reti in nazionale ― Messico olimpica | Cronologia completa delle presenze e delle reti in nazionale ― Messico olimpica | Cronologia completa delle presenze e delle reti in nazionale ― Messico olimpica | Cronologia completa delle presenze e delle reti in nazionale ― Messico olimpica | Cronologia completa delle presenze e delle reti in nazionale ― Messico olimpica | Cronologia completa delle presenze e delle reti in nazionale ― Messico olimpica |
| Data                                                                            | Città                                                                           | In casa                                                                         | Risultato                                                                       | Ospiti                                                                          | Competizione                                                                    | Reti                                                                            | Note                                                                            |
| ------------------------------------------------------------------------------- | ------------------------------------------------------------------------------- | ------------------------------------------------------------------------------- | ------------------------------------------------------------------------------- | ------------------------------------------------------------------------------- | ------------------------------------------------------------------------------- | ------------------------------------------------------------------------------- | ------------------------------------------------------------------------------- |
| 26-7-2012                                                                       | Newcastle upon Tyne                                                             | Messico olimpica                                                                | 0 – 0                                                                           | Corea del Sud olimpica                                                          | Olimpiadi 2012 - 1°turno                                                        | -                                                                               | 85’                                                                             |
| 4-8-2012                                                                        | Londra                                                                          | Messico olimpica                                                                | 4 – 2 dts                                                                       | Senegal olimpica                                                                | Olimpiadi 2012 - Quarti di finale                                               | -                                                                               | 107’                                                                            |
| 7-8-2012                                                                        | Londra                                                                          | Messico olimpica                                                                | 3 – 1                                                                           | Giappone olimpica                                                               | Olimpiadi 2012 - Semifinale                                                     | -                                                                               | 45’                                                                             |
| 11-8-2012                                                                       | Londra                                                                          | Brasile olimpica                                                                | 1 – 2                                                                           | Messico olimpica                                                                | Olimpiadi 2012 - Finale                                                         | -                                                                               | 85’                                                                             |
| Totale                                                                          |                                                                                 | Presenze                                                                        | 4                                                                               |                                                                                 | Reti                                                                            | 0                                                                               |                                                                                 |

## Palmarès

### Club
- Supercoppa di Spagna: 1

Atlético Madrid: 2014
- Coppa di Lega portoghese: 1

Benfica: 2015-2016
- Campionato portoghese: 2

Benfica: 2015-2016, 2016-2017
- Supercoppa di Portogallo: 2

Benfica: 2016, 2017
- Coppa del Portogallo: 1

Benfica: 2016-2017

### Nazionale
- Torneo di Tolone: 1

2012
- Oro olimpico: 1

Londra 2012
- Gold Cup: 2

Costa Rica 2019, USA-Canada 2025
- CONCACAF Nations League: 1

2024-2025

### Individuale
- Miglior giocatore della CONCACAF Gold Cup: 1

2019